# Carl Friedrich Nägelsbach

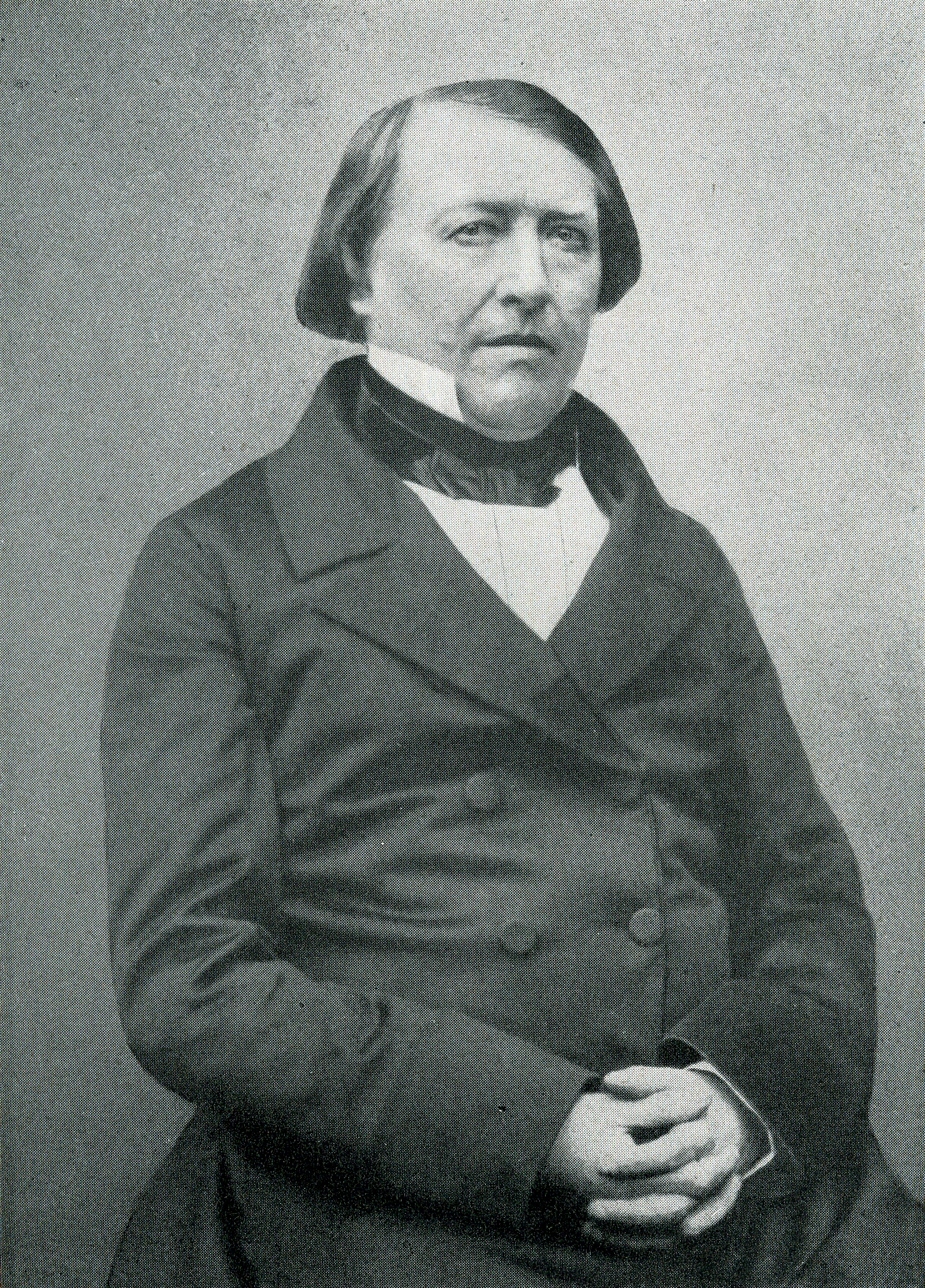
Carl Friedrich Nägelsbach

Carl Friedrich Nägelsbach (* 28. März 1806 in Wöhrd; † 21. April 1859 in Erlangen) war ein deutscher Altphilologe.

## Familie
Er wurde geboren als Sohn des Landrichters Georg Ludwig Nägelsbach (1773–1826) und dessen Frau Barbara geb. Schäffer (1784–1821). Sein Bruder war der Theologe und Hebraist Carl Wilhelm Eduard Naegelsbach. Seine Schwester war Sophie Wilhelmine Nägelsbach, die Mutter des Staatsrechtlers Hermann Roesler (1834–1894). 1829 heiratete er Rosalie geb. Wanderer, mit der er drei Söhne hatte.

## Leben
Nach dem Besuch der Gymnasien in Bayreuth und Ansbach ab 1814 studierte er 1822 in Erlangen Theologie, Philosophie und Philologie und trat der Erlanger Burschenschaft Teutonia/Arminia bei. Nach dem Studium wurde er 1826 Hilfslehrer in Nürnberg und 1827 bis 1842 Lehrer und Professor am Gymnasium in Nürnberg. Danach folgte er 1842 einem Ruf als ordentlicher Professor an die Universität Erlangen und wurde zugleich Mitdirektor am Philologischen Seminar. Bis 1857 lehnte er Rufe nach Halle, Tübingen und Kiel und Angebote aus Marburg und Heidelberg ab und wurde im Wintersemester 1849 und Sommersemester 1850 Prorektor.
Er war akademischer Lehrer von Karl Friederichs und Iwan von Müller.

## Ehrungen
1844 wurde er korrespondierendes Mitglied der Philosophisch-philologischen Klasse der Bayerischen Akademie der Wissenschaften sowie 1859 deren ordentliches auswärtiges Mitglied.
1857 wurde Karl Friedrich Nägelsbach in den bayerischen Personenadel erhoben. In Erlangen ist in der Goethestr. 9 ihm zur Erinnerung eine Gedenktafel angebracht und in Erlangen-Süd die Nägelsbachstraße nach ihm benannt.

## Schriften (Auswahl)
- Karl Friedrich von Nägelsbach: Die nachhomerische Theologie des griechischen Volksglaubens bis auf Alexander. Nachdr. der Ausg. Nürnberg, Geiger, 1857, Olms, Hildesheim, Zürich, New York, 2004, ISBN 3-487-12076-3
- Karl Friedrich von Nägelsbach: Lateinische Stilistik. Unveränd. reprograph. Nachdr. d. von Iwan Müller besorgten 9., verm. u. verb. Aufl., Nürnberg 1905, Wissenschaftliche Buchgesellschaft, Darmstadt, 1980, ISBN 3-534-01547-9
  - 8. Auflage 1888 Digitalisat
- Georg Autenrieth (Hrsg.): Carl Friedrich von Naegelsbach’s Gymnasial-Pädagogik. 3. durchges. Auflage mit dem Bildn. des verew. Verf. Verleger:  Deichert, Erlangen, 1879
- Dr. List (Hrsg.): Aeschylus’ Agamemnon / Mit Einl., Uebers. u. Erkl. aus dem Nachlass Carl Friedrich von Nägelsbach’s. Bläsing, Deichert, Erlangen, 1863 Digitalisat
- Karl Friedrich von Nägelsbach, Gottfried Thomasius: Zum Gedächtnis Joh. Wilh. Friedr. Hofling’s. Bläsing, Deichert, Erlangen, 1853
- Carolus Fridericus Naegelsbach: Explicationes et emendationes Platonicae. Typis Friderici Campe, Norimbergae, 1836
- Karl Friedrich von Nägelsbach: Anmerkung zur Illias, nebst einigen Excursen. Ein Hülfsbuch für das Verständnis des Dichters überhaupt, Nürnberg, Verlag v. Conrad Geiger, zweite neuausgearbeitete Auflage, 1850.